# El Oleoducto de Armas
El Oleoducto de Armas (Iron Pipeline, no existe una traducción de algún autor) es la ruta en los Estados Unidos utilizada para contrabandear armas desde diez estados, principalmente en el sur de los Estados Unidos  a los estados del Atlántico Medio y Nueva Inglaterra,  particularmente a estados con leyes de armas más estrictas como Nueva York y Nueva Jersey. 

## Descripción general
Físicamente, el término "Oleoducto de Armas" denota la Interestatal 95 (I-95) y sus carreteras conectoras. Así lo denomina la Oficina de Alcohol, Tabaco, Armas de Fuego y Explosivos (ATF), así como políticos, funcionarios encargados de hacer cumplir la ley,       ] [     y organizaciones como Alcaldes Contra las Armas Ilegales . Esta última organización elaboró un informe en 2010 basado en información proporcionada por la ATF y concluyó que "en 2009 diez estados (Arizona, California, Georgia, Florida, Indiana, Carolina del Norte, Ohio, Pensilvania, Texas y Virginia) suministraron casi la mitad de las armas traficadas entre estados recuperadas en escenas de crímenes". 

## Impacto en Estados Unidos
En mayo de 2015, tras confirmarse que el arma utilizada en el asesinato del oficial del NYPD Brian Moore había sido robada de una tienda de armas en Perry, Georgia, el senador Chuck Schumer, de Nueva York, pidió una "represión federal" contra el Oleoducto de Armas. Según WCBS 880, el 90 % de las armas recuperadas en escenas del crimen en la ciudad de Nueva York provienen de otros estados.  Según The New York Times, el oleoducto de armas es "uno de los mayores factores que frustran los esfuerzos de Nueva York por mantener las armas fuera de las calles y de las manos de los criminales". 

El 5 de enero de 2016, el presidente Barack Obama anunció órdenes ejecutivas para aclarar las leyes sobre verificaciones de antecedentes y contratar más agentes para la ATF y el FBI. Durante su discurso, Obama afirmó: "Las armas cruzan las fronteras estatales con la misma facilidad que los automóviles. Si tu estado tiene leyes estrictas sobre armas, pero el estado vecino no, esas armas llegan a tu estado. A eso se le llama el Oleoducto de Armas.". 
Cada año se trafican a México unas 500,000 armas. A partir del 2 de enero de 2023, México ha demandado a la industria de armas de Estados Unidos −o a algunos de sus miembros− en dos tribunales estadounidenses. Para todos los demandantes civiles, el impedimento principal es la Ley de Protección del Comercio Lícito de Armas de 2005. Pero numerosos funcionarios públicos han apoyado tales acciones mediante escritos amicus curiae . 